# 野庭高校吹奏楽部いじめ自殺事件
野庭高校吹奏楽部いじめ自殺事件（のばこうこうすいそうがくぶいじめじさつじけん）は、高校生がいじめを苦に自殺した事件。

## 概要

### 事件の発生
自殺することとなる生徒は、1998年4月に神奈川県立野庭高等学校に入学と同時に吹奏楽部に入部。この吹奏楽部では4月下旬頃からアトピーが汚いなどの言葉でのいじめを受けるようになり、吹奏楽部の練習には休んだり遅刻をするようになっていた。6月に入ってからは、横浜市青少年相談センターでカウンセリングを受けるとともに、精神科で受診してうつ状態であると診断されていた。7月25日にこの生徒は自宅のトイレで自殺を図り救急車で運ばれ、集中治療室で治療を受けたが翌7月26日に死去した。

### 事件から
自殺してから後の8月10日に両親は校長宛に質問状を提出。だがこの質問状には満足のゆく回答は無く、それから校長に事実調査をすることを求めるものの拒否された。結局学校側はいじめという認識はしていないと回答した。両親は1998年11月に横浜弁護士会に人権救済の申し立てを行った。横浜弁護士会人権擁護委員会の調査の結果、2001年1月12日に野庭高校の校長宛に警告が出された。だが警告書に添付する報告書には曖昧な表現を多々含んでおり、真相が究明されているとは言い難いとして提訴を決意した。いじめで精神障害に疾患したという訴え方がされていた。医師からの精神疾患という診断が出ていたから、訴状にもこの旨が書かれる。
生徒3人に対していじめが不法行為であるとして損害賠償請求をする。学校側については教諭の過失について損害賠償責任を追及。2006年3月28日に横浜地方裁判所で判決が下され、1の生徒には人格権の侵害があったとして不法行為が認められた。もう2人については実質的にいじめ的関係を認めたものの証拠不十分で請求を棄却。野庭高校の教員には注意義務違反が認められた。この判決に対して被害者側も加害者側も控訴して、高等裁判所で裁判を行うことになり、2006年7月3日に第1回口頭弁論が開かれる。2007年2月19日に加害者の1人と和解が成立した。2007年12月21日には神奈川県との和解も成立する。
この事件で娘を失った母は、いじめの無い社会を目指して、日本全国で展示や講演や学習会などを実施している。2003年3月にジェントルハートプロジェクトという特定非営利活動法人を立ち上げて、いじめ根絶を目指して講演会を行っている。2014年にはWAVE出版から、母が娘から受け取ったメッセージとして綴った新刊を出版。